# محرك طيران مظلي

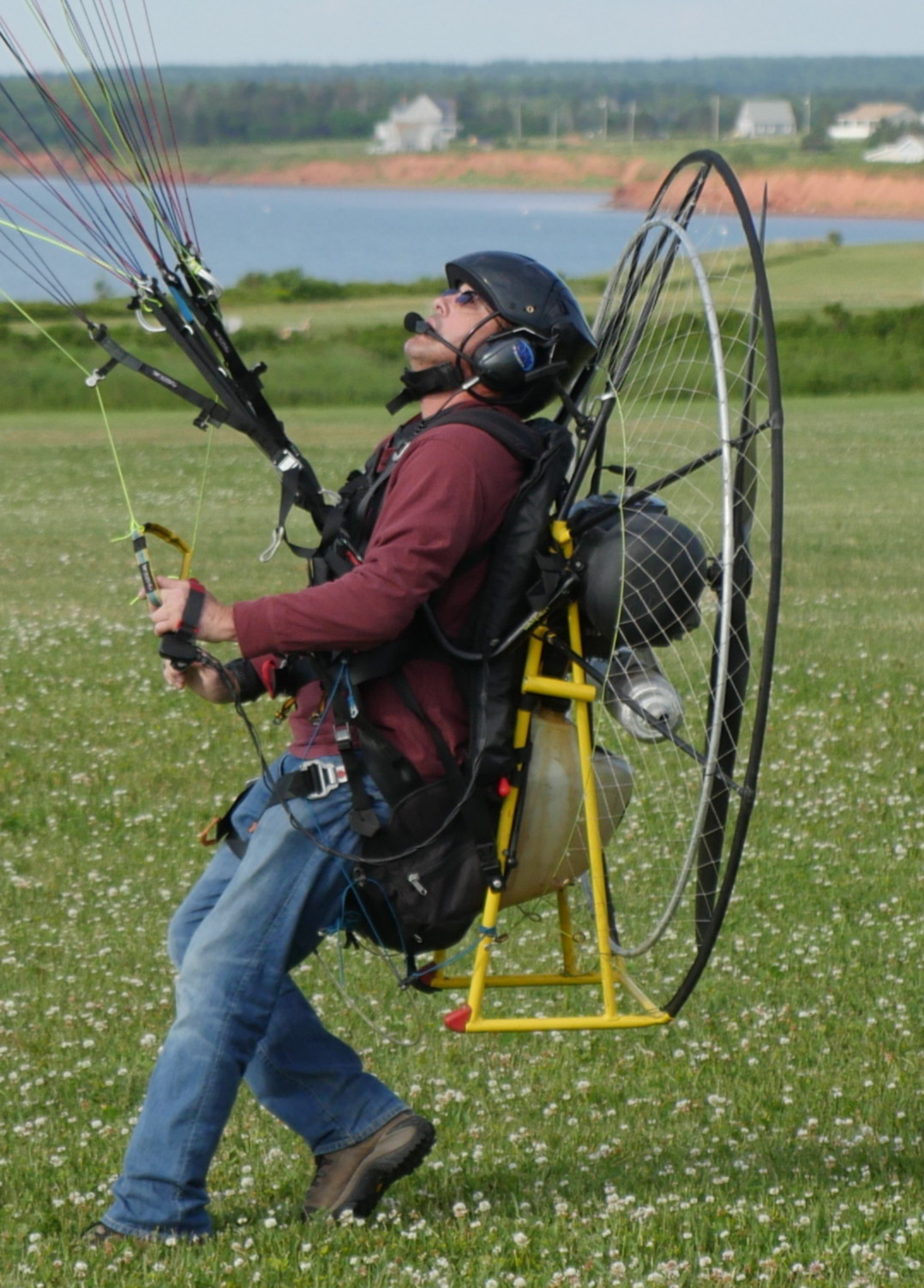
محرك طيران مظلي ذو انطلاق عكسي يوضح كيف يتحرك الجزء السفلي من المقعد للسماح بالتعامل السهل مع الأرض.

محرك الطيران المظلي أو الشِّراعي أو (نقحرة: باراموتور من عدة لغات: Paramotor) هو الاسم العام للحزام وجزء الدفع من طائرة شراعية تعمل بالطاقة ("PPG"). يوجد نوعان أساسيان من محركات الطيران المظلي: إطلاق القدم وإطلاق العجلة. يُسمَّى هذا النوع من الطيران: الطيران المظلي أو الشراعي بمحرك.
تتكون نماذج إطلاق القدم من إطار مزود بحزام وخزان وقود ومحرك ومروحة. يحافظ الطوق المزود بشبكة واقية على الخطوط خارج المروحة بشكل أساسي. تُرتدى الوحدة ارتداءَ حقيبة ظهر كبيرة ويصل مشبثٌ طائرةً شراعيةً بها.
تأتي وحدات إطلاق العجلة إما كوحدات كاملة بمحركها الخاص، أو كوحدة إضافية لمحرك إطلاق القدم. عادة ما يكون لديهم 3 (دراجة ثلاثية العجلات) أو 4 (رباعية)، مع مقاعد لراكب واحد أو اثنين. لا ينبغي الخلط بين هذه المظلات والمظلات التي تعمل بالطاقة والتي تكون بشكل عام أثقل بكثير وأكثر قوة ولها توجيه مختلف.
استُخدم المصطلح أول مرة من قبل الإنجليزي مايك بيرن في عام 1980  وانتشر في فرنسا حوالي عام 1986 عندما بدأ La Mouette في تكييف القوة مع أجنحة المظلات الجديدة آنذاك.

## المظلة
تتكون المظلة من قطعتين قماش، بداخلها يوجد أروقة تفرق بينها قطع من القماش وبها فتحات للسماح للهواء بالتوزيع داخل المظلة بها فتحة من الأمام تسمح بدخول الهواء تدعى بالفرنسية (Bord d'attaque. في قطعة القماش السفلى يوجد مجموعة من الخيوط مربوطة بها كلها مربوطة بـ (Elevateur) التي تسمح بالتحكم بالمظلة و يوجد بها مجموعات.
1. المجموعة الأولى "A".متصلة بفتحة المظلة فعند سحبها نسمح للمظلة بالامتلاء بالهواء والارتفاع.
2. المجموعة "B" و"C" تساعد بتوزيع الوزن على المظلة
3. المجموعة الأخيرة "D" يوجد بها فرامل لتي تساعد في الدوران -الإقلاع- الهبوط
4. في نهاية (elevateur) يوجد فتحة التي تقوم بالربط مع الكرسي (الهرنس)

## المحرك
يتكون المحرك من:
1. الكرسي (الهرنس):.تثبت بالمحرك تساعد الطيار على الجلوس أثناء التحليق وحمل المحرك أثناء التواجد على الأرض
2. الكروس: وهي التي تسمح بتعليق المظلة بالمحرك ويسمى نظام التعليق ويوجد ثلاث أنواع(نظام تعليق علوي- وسط وسفلي)
3. الكج وهو نظام لحماية الخيوط يمنعها من ملامسة المروحة منها المثبتة كاملا ومنها ما يمكن إعادة تركيبها (تركيبها بسيط)
4. المحرك: يختلف حسب قوته ونوعه يوجد منها من تعمل بالبنزين وأخرى تعمل بالكهرباءو يكون تشغيله اما اتوماتيكي أو يدوي لاطفاء المحركة أو زيادة التدوير يكون باستعمال المقبض وهو يشبه فرامل الدراجات.
5. المراوح وهي عديدة تختلف في الطول والشكل تصنع من الخشب أو الكاربون
6. العربات: تستعمل محركات بقوة أكبر تحمل شخص واحد أو اثنين